# Pieszczenko
Pieszczenko – śródleśne jezioro polodowcowe na północnym krańcu kompleksu leśnego Borów Tucholskich, w gminie Kaliska powiatu starogardzkiego (województwo pomorskie), na pograniczu kociewsko-borowiackim, na północny zachód od miejscowości Cis.
Ogólna powierzchnia: 2,42 ha